# Gedo
Gedo (arabisch غدو Ghidū) ist eine Region (gobolka) im Südwesten Somalias. Ihre Hauptstadt ist Garbahaarrey.
Gedo liegt im Landesinneren an der Grenze zu Äthiopien und Kenia und wird von dem Fluss Jubba durchflossen. Die Region besteht aus den sechs Distrikten Garbahaarrey, Baardheere, Beledhawo, Ceelwaaq, Doolow und Luuq.

## Bevölkerung
Die Bevölkerung von Gedo gehört mehrheitlich dem Somali-Clan der Marehan an, einem Subclan der Darod. Daneben sind auch Ogadeni-Darod sowie einige Borana-Oromo vertreten. Am Jubba lebt die ethnische Minderheit der Gabaweyn („Bantu“).

## Geschichte
Die Region war politisch marginal, bis 1969 der Marehan-Darod Siad Barre in einem Putsch die Macht in Somalia ergriff.
Im Bürgerkrieg machte die islamistische Organisation al-Ittihad al-Islami Mitte der 1990er Jahre Gedo zu ihrer Basis, nachdem sie an anderen Orten gescheitert war. Sie wurde 1996 durch eine Intervention des Nachbarlandes Äthiopien weitgehend zerschlagen.

## Wirtschaft
Wegen seiner Lage im Tal des Jubba ist Gedo im Unterschied zum ansonsten weitgehend trockenen übrigen Somalia fruchtbar. Die landwirtschaftlichen Erzeugnisse der Region werden auch in andere Landesteile gebracht. Auch wird über die Landesgrenzen hinweg mit Kenia Handel getrieben.
Im April 2007 waren schätzungsweise 15–20 % der Bevölkerung in Gedo unterernährt, 108.000 Menschen wurden vom Welternährungsprogramm versorgt.

## Städte in Gedo
- Bulo Hawo